# Knollwood (Texas)
Knollwood è un centro abitato degli Stati Uniti d'America situato nella contea di Grayson dello Stato del Texas.
La popolazione era di 226 persone al censimento del 2010. Fa parte dell'area metropolitana di Sherman–Denison.

## Geografia fisica
Knollwood è situata a 33°41′15″N 96°37′10″W.
Secondo lo United States Census Bureau, ha un'area totale di 0,3 miglia quadrate (0,78 km²).

## Società

### Evoluzione demografica
Secondo il censimento del 2000, c'erano 375 persone, 143 nuclei familiari e 91 famiglie residenti nella città. La densità di popolazione era di 1.196,4 persone per miglio quadrato (467,1/km²). C'erano 150 unità abitative a una densità media di 478,6 per miglio quadrato (186,8/km²). La composizione etnica della città era formata dall'87,73% di bianchi, il 5,87% di afroamericani, lo 0,53% di nativi americani, l'1,07% di asiatici, lo 0,53% di isolani del Pacifico, il 3,20% di altre razze, e l'1,07% di due o più etnie. Ispanici o latinos di qualunque razza erano il 6,13% della popolazione.
C'erano 143 nuclei familiari di cui il 39,2% aveva figli di età inferiore ai 18 anni, il 44,8% erano coppie sposate conviventi, il 16,1% aveva un capofamiglia femmina senza marito, e il 35,7% erano non-famiglie. Il 28,0% di tutti i nuclei familiari erano individuali e il 3,5% aveva componenti con un'età di 65 anni o più che vivevano da soli. Il numero di componenti medio di un nucleo familiare era di 2,62 e quello di una famiglia era di 3,25.
La popolazione era composta dal 31,5% di persone sotto i 18 anni, l'11,2% di persone dai 18 ai 24 anni, il 36,0% di persone dai 25 ai 44 anni, il 17,6% di persone dai 45 ai 64 anni, e il 3,7% di persone di 65 anni o più. L'età media era di 28 anni. Per ogni 100 femmine c'erano 94,3 maschi. Per ogni 100 femmine dai 18 anni in giù, c'erano 81,0 maschi.
Il reddito medio di un nucleo familiare era di 30.893 dollari, e quello di una famiglia era di 32.813 dollari. I maschi avevano un reddito medio di 21.125 dollari contro i 17.417 dollari delle femmine. Il reddito pro capite era di 13.497 dollari. Circa l'1,1% delle famiglie e il 2,5% della popolazione erano sotto la soglia di povertà, incluso l'1,9% di persone sotto i 18 anni e il 14,3% di persone di 65 anni o più.